# Theodor Schneider (Musiker)

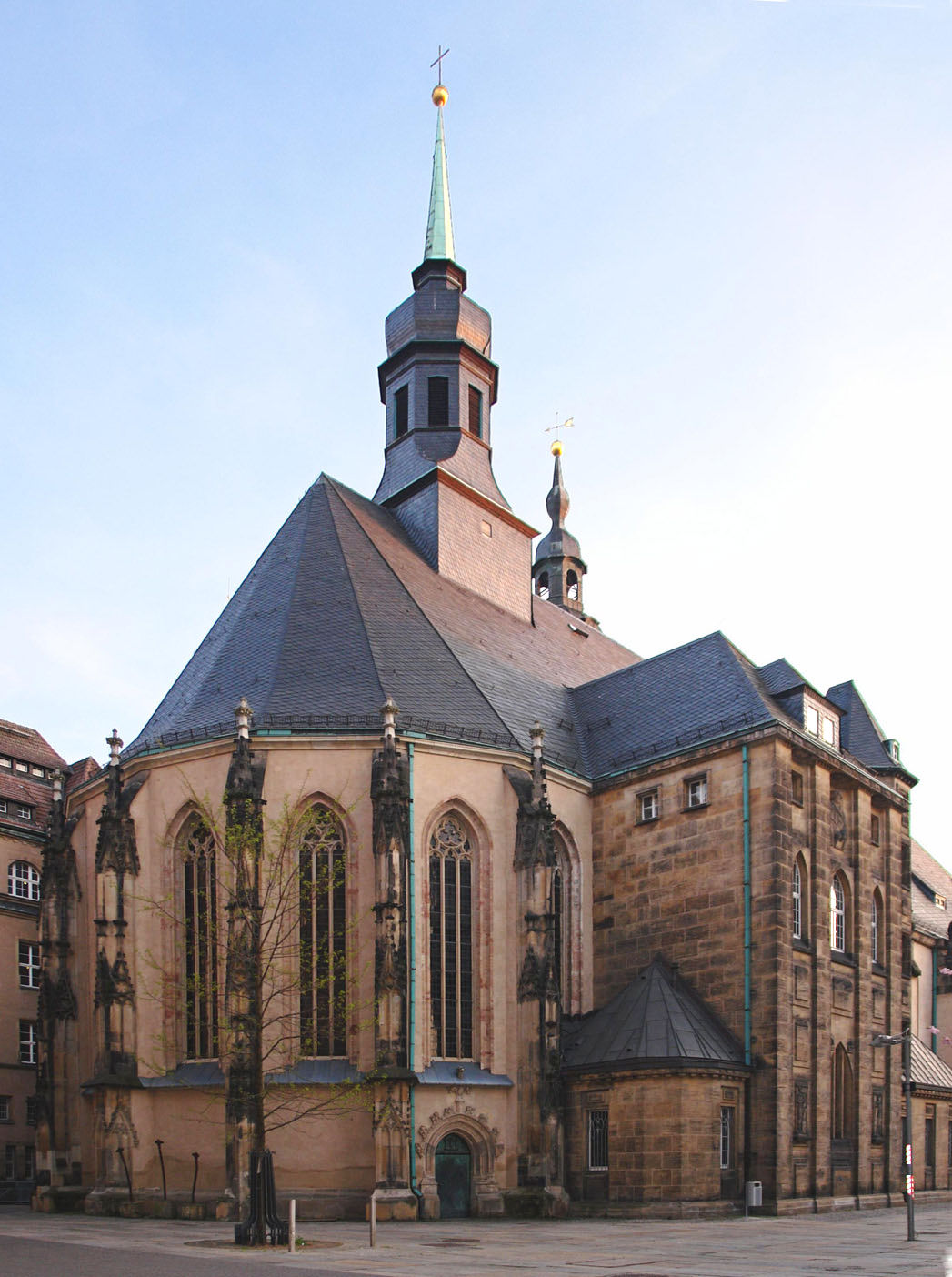
Jakobikirche in Chemnitz – Wirkungsstätte von Theodor Schneider

Theodor Schneider (* 14. Mai 1827 in Dessau; † 15. Juni 1909 in Zittau) war ein deutscher Musiker.

## Leben
Theodor Schneider wurde am 14. Mai 1827 in der anhaltinischen Residenzstadt Dessau geboren. Da wirkte sein Vater Friedrich Schneider als Organist und Hofkapellmeister und wurde als Komponist von Kirchenmusik bekannt. Sein Großvater Johann Gottlob Schneider senior war ebenfalls als Organist tätig gewesen. Er wirkte in Alt- und Neu-Gersdorf in der Oberlausitz. Theodor Schneider hatte dort seinen Großvater noch kennengelernt, da dieser erst 1840 im Alter von 87 Jahren starb. Die beiden Organisten Johann Gottlob Schneider junior in Neu-Gersdorf und Johann Gottlieb Schneider in Hirschberg in Schlesien waren seine beiden Onkel und verfolgten aufmerksam die musikalische Entwicklung ihres Neffen.
Nach dem Besuch des Gymnasiums in Dessau verlor Theodor Schneider die Lust am Violinspiel. Mit 17 Jahren begann er seine Musikkarriere nunmehr als Cellist im Hoforchester am anhaltinischen Hofe in Dessau, nachdem er bereits 1853 von seinem Vater die Leitung des Chores übernommen hatte. 1854 wurde er zum Kantor und Musikdirektor an der Schlosskirche in Dessau ernannt. Mindestens ab 1859 war er Mitarbeiter an der Neuen Zeitschrift für Musik.
Im Januar 1860 erhielt er den Ruf als erster Kirchenmusikdirektor in das sächsische Chemnitz. Dort wirkte er als Kantor an der Jakobikirche und an der Johanniskirche und erhielt den Ehrentitel Professor.
Er erlebte es, wie 1893 in seiner Geburtsstadt Dessau ein Denkmal für seinen Vater Friedrich Schneider enthüllt wurde, für das er im Namen der Familie dankte. 1898 setzte er sich mit 71 Jahren zur Ruhe und zog nach Zittau, wo er im Jahre 1909 starb.